# Pigalle (Paris metro)
Pigalle är en station i Paris tunnelbana på linje 2 samt linje 12. Området Pigalle är känt som Paris red-light district och stationen ligger under Boulevard de Clichy i stadsdelen Montmartre.
Området och stationen har fått sitt namn efter den franske skulptören Jean-Baptiste Pigalle.

## Fotogalleri

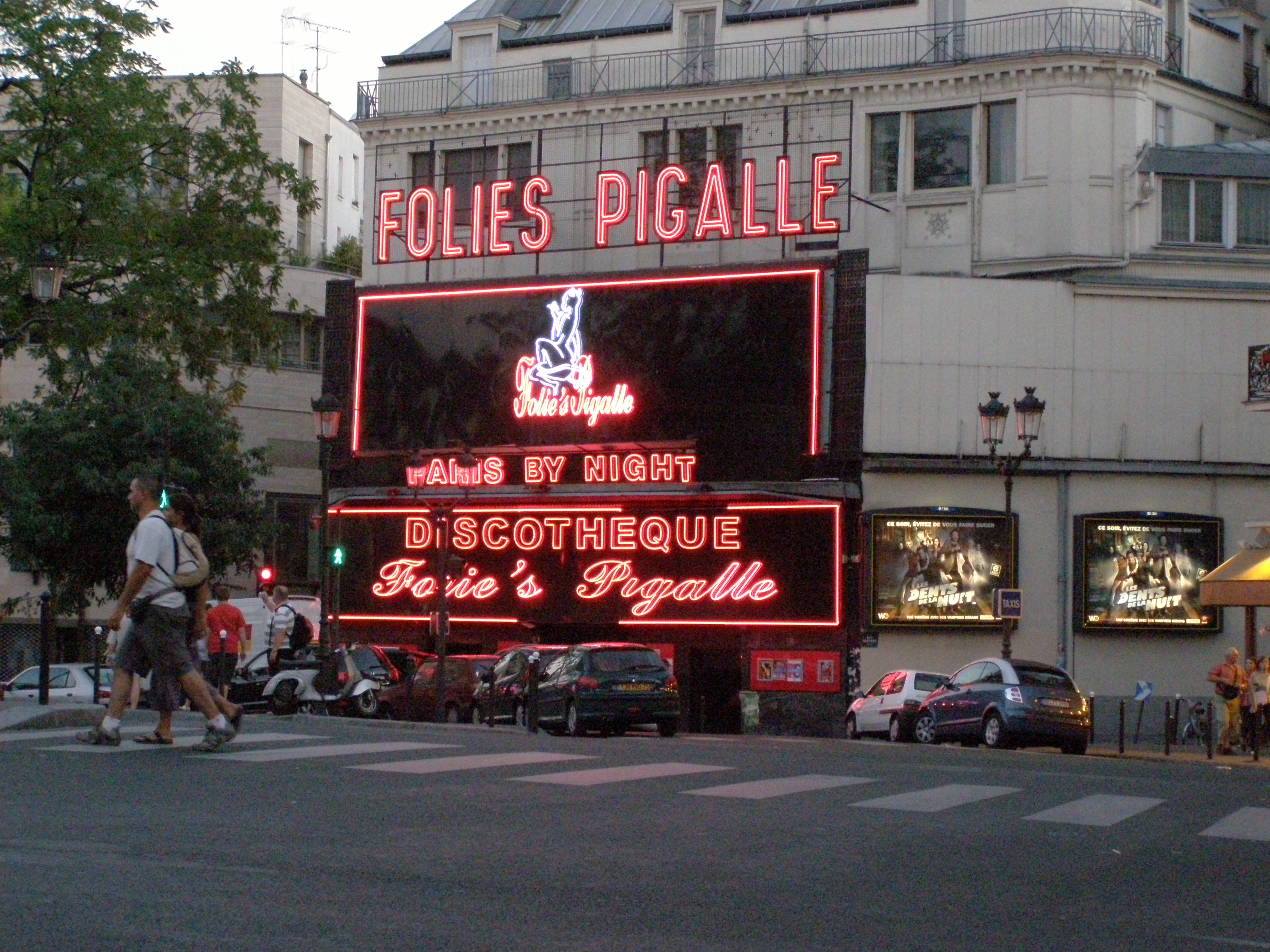
Folies Pigalle, Place Pigalle.
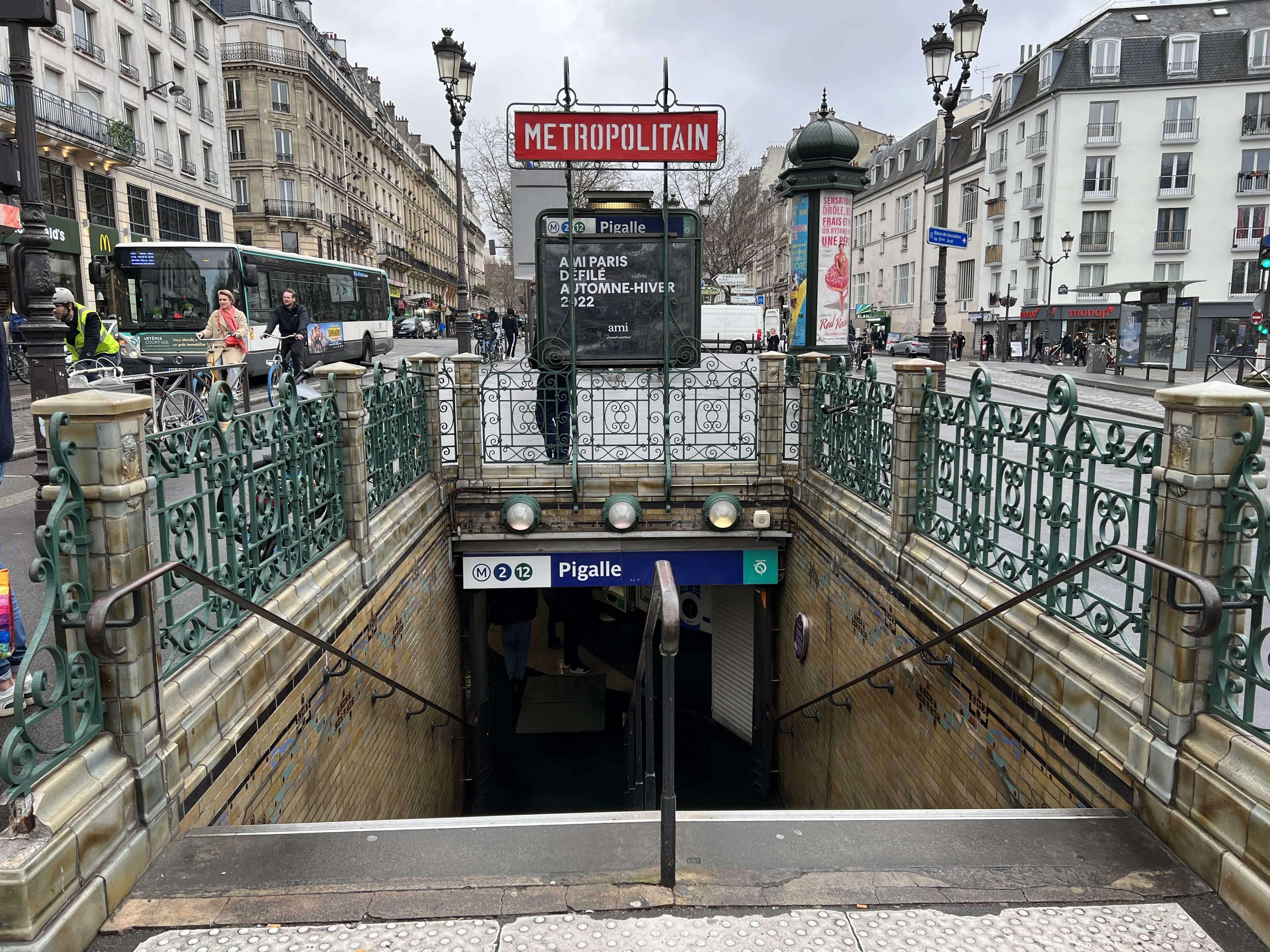
Entré Boulevard de Clichy
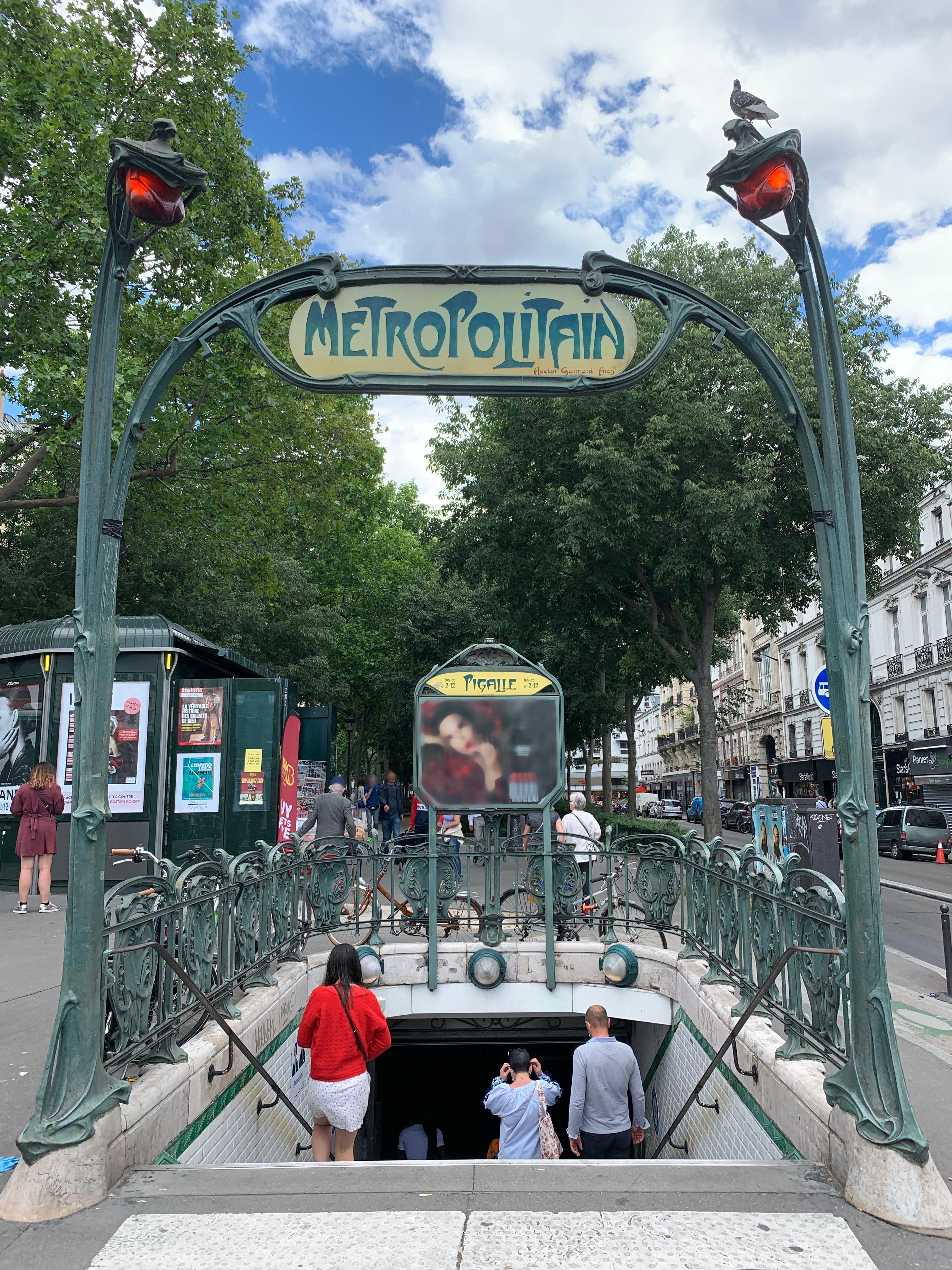
Entré Promenade Coccinelle
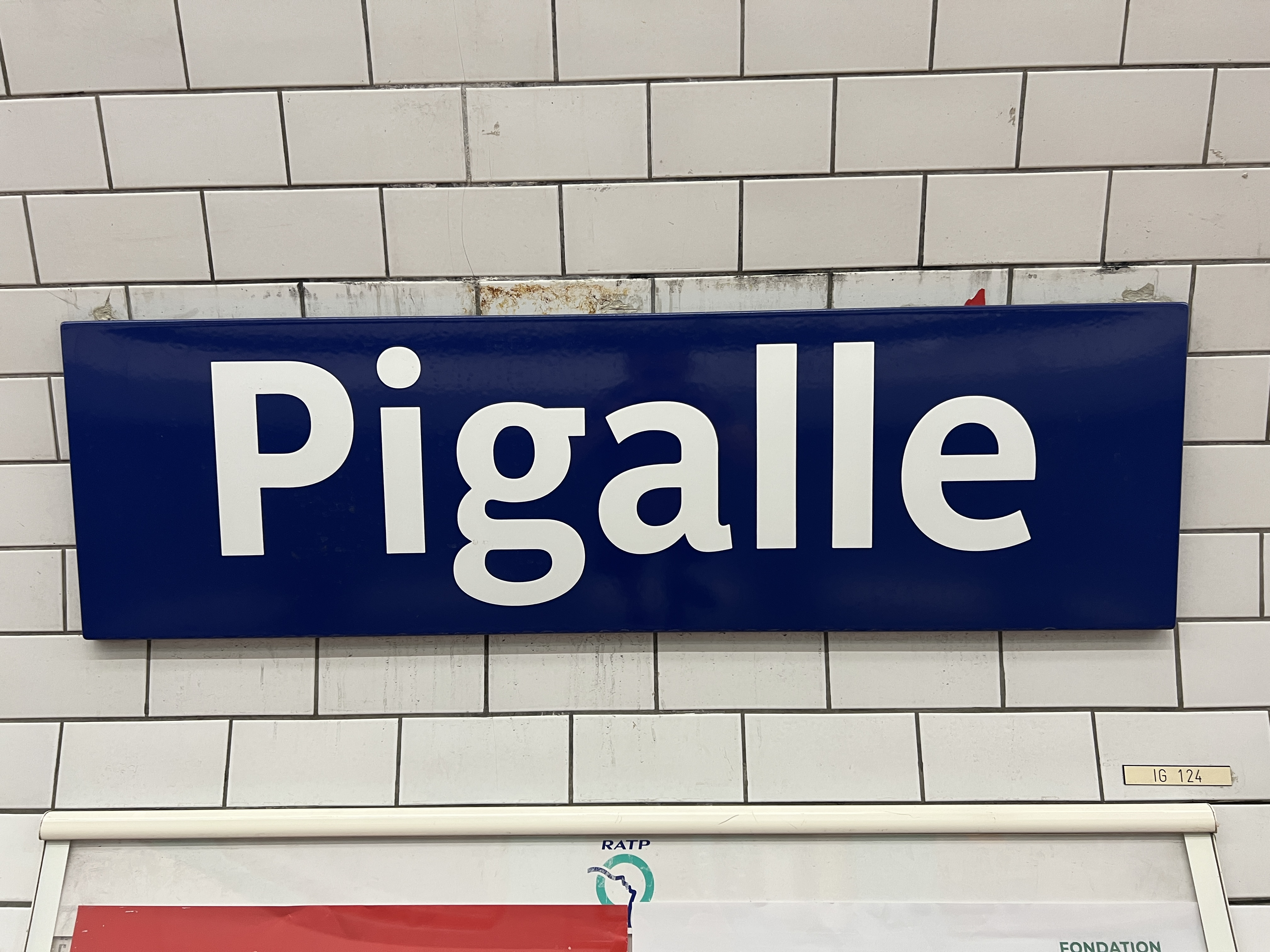
Stationsskylt
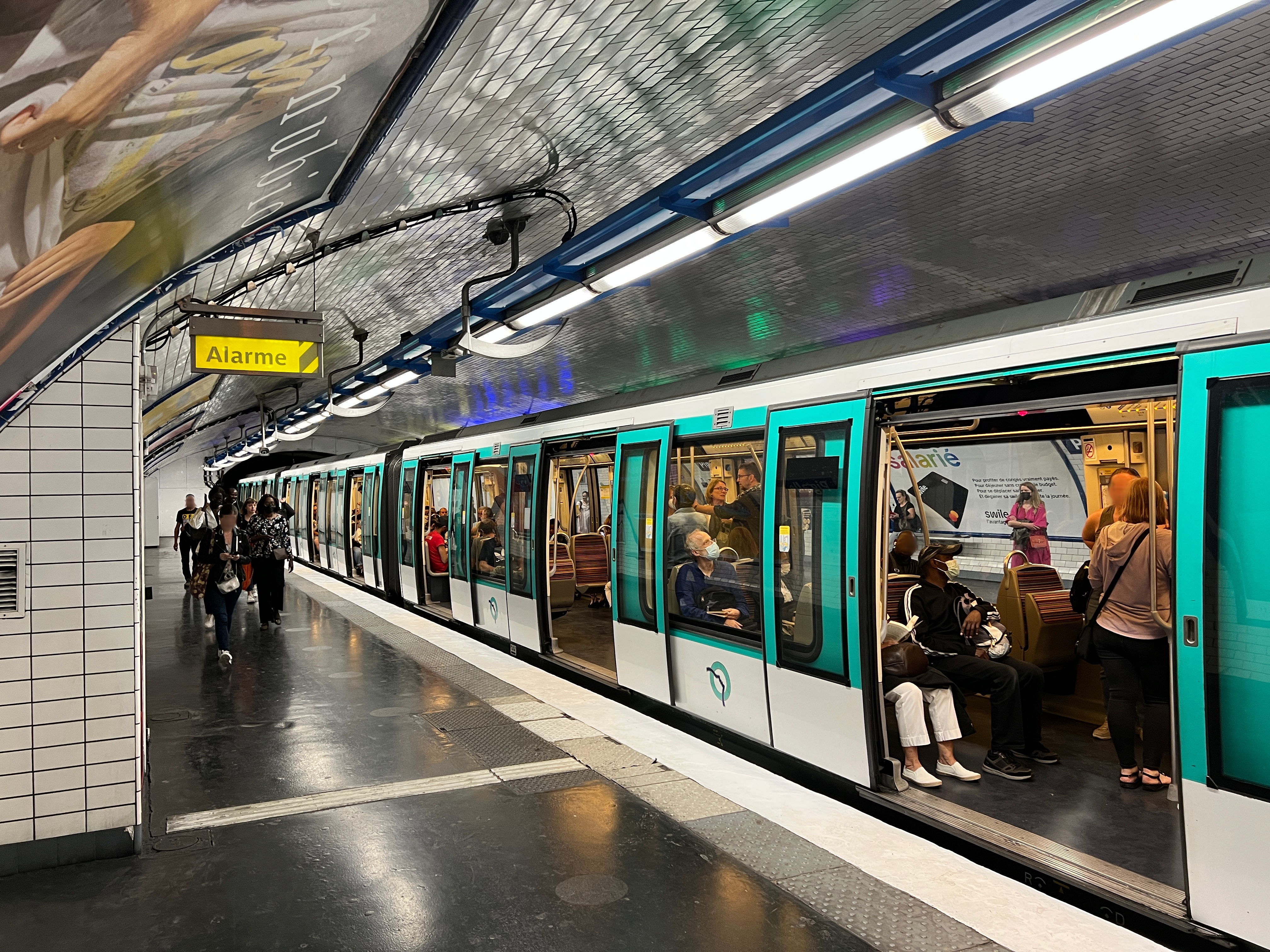
Linje 2
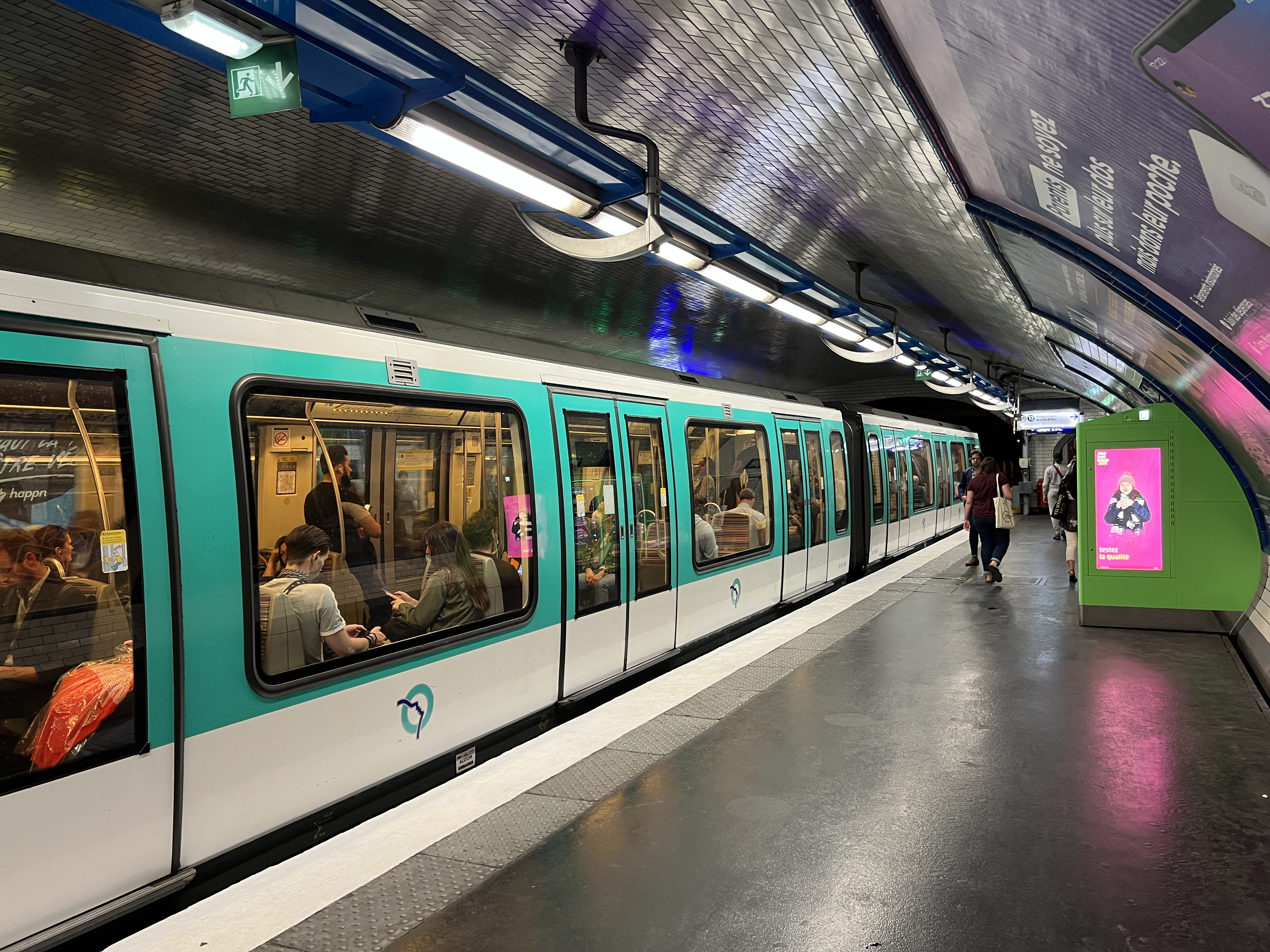
Linje 2
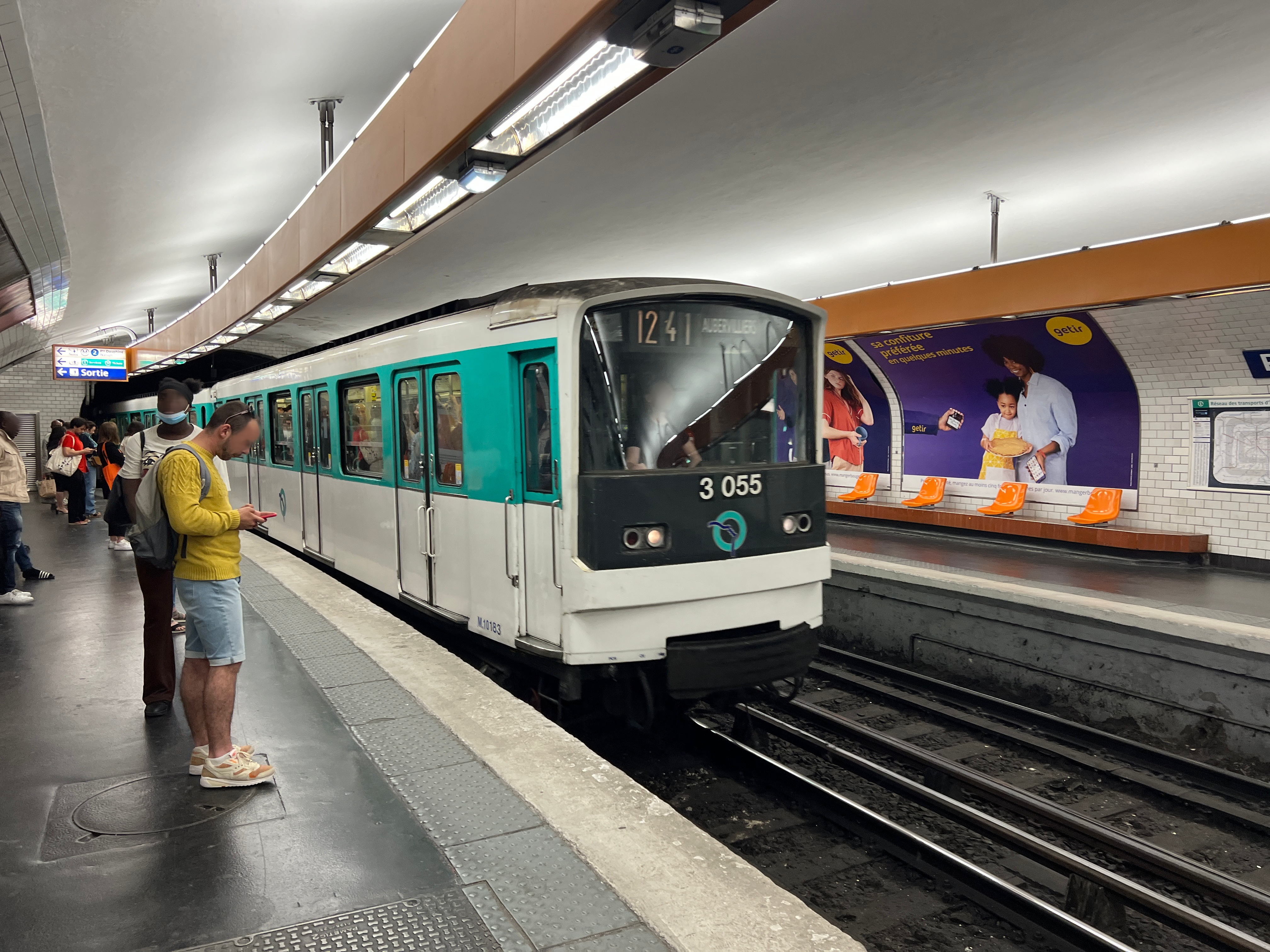
Linje 12
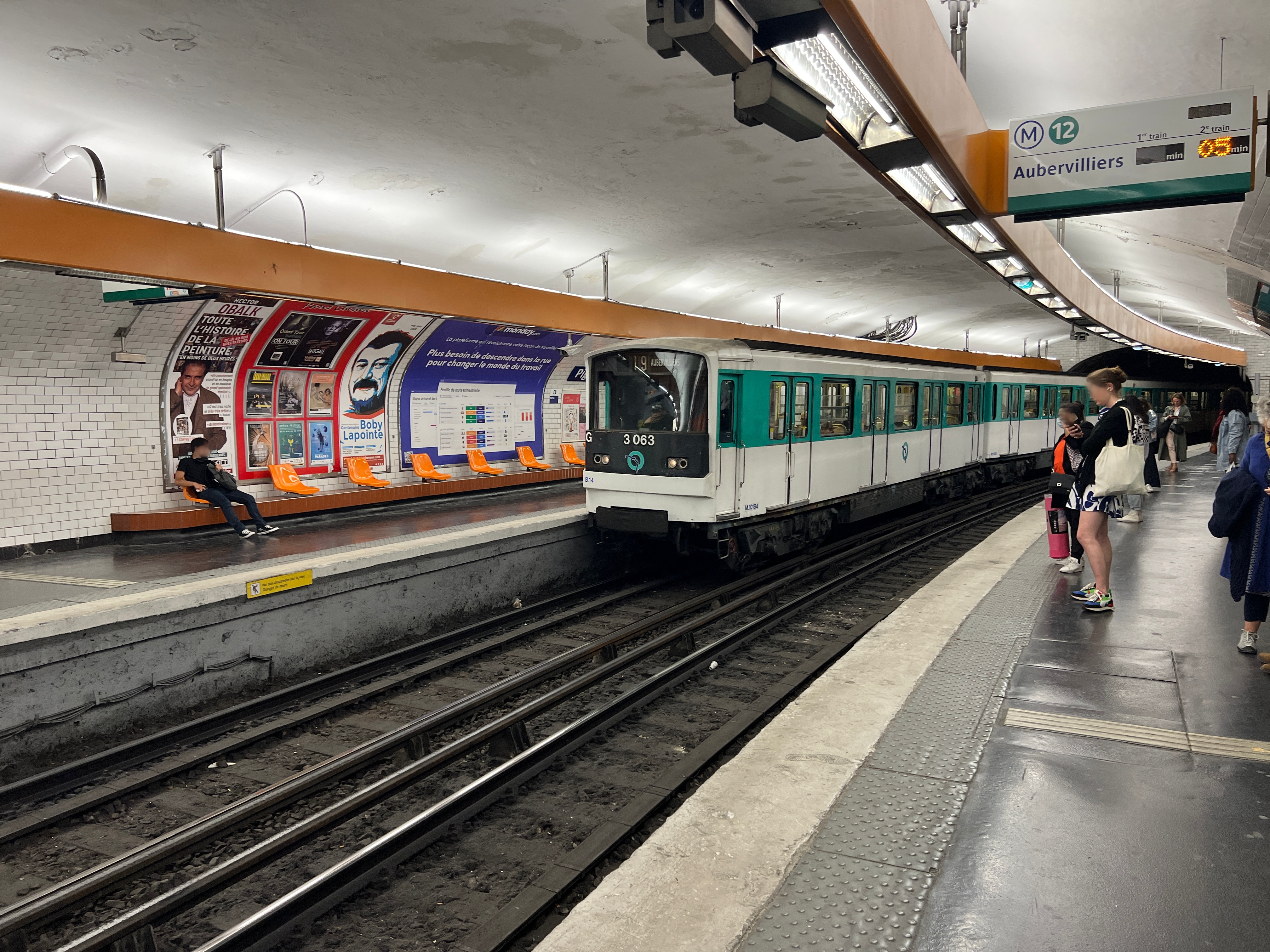
Linje 12